# Pimpinella ebracteata
Pimpinella ebracteata là một loài thực vật có hoa trong họ Hoa tán. Loài này được Baker mô tả khoa học đầu tiên năm 1883.